# Kreis Goldberg

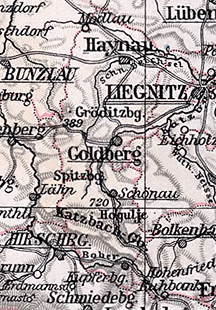
Der Kreis Goldberg-Haynau in den Grenzen von 1820 bis 1932

Der preußische Kreis Goldberg (von 1817 bis 1932 Kreis Goldberg-Haynau) in Schlesien bestand in der Zeit von 1742 bis 1945. Das Landratsamt war in der Stadt Goldberg. Das ehemalige Kreisgebiet gehört heute zu den polnischen Powiaten Złotoryjski und Legnicki in der Woiwodschaft Niederschlesien.

## Verwaltungsgeschichte

### Königreich Preußen

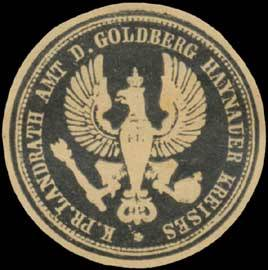
Siegelmarke K.Pr. Landrath Amt des Goldberg Haynauer Kreises

Nach der Eroberung des größten Teils von Schlesien durch Preußen im Jahre 1741 wurden durch die königliche Kabinettsorder vom 25. November 1741 in Niederschlesien die preußischen Verwaltungsstrukturen eingeführt. Dazu gehörte die Einrichtung zweier Kriegs- und Domänenkammern in Breslau und Glogau sowie deren Gliederung in Kreise und die Einsetzung von Landräten zum 1. Januar 1742.
Im Fürstentum Liegnitz wurden aus den drei bestehenden alten schlesischen Weichbildern Goldberg-Haynau, Liegnitz und Lüben preußische Kreise gebildet. Als erster Landrat des Kreises Goldberg-Haynau wurde Heinrich Sigismund von Festenberg–Pakisch eingesetzt. Der Kreis unterstand der Kriegs- und Domänenkammer Glogau, aus der im Zuge der Stein-Hardenbergischen Reformen 1815 der Regierungsbezirk Liegnitz der Provinz Schlesien hervorging.
Im Rahmen von Grenzregulierungen zwischen den Regierungsbezirken Liegnitz und Reichenbach wurden die Dörfer Peiswitz und Riemberg am 1. Januar 1817 aus dem Kreis Jauer in den Kreis Goldberg-Haynau umgegliedert. Im März 1817 wurden das Landratsamt von Goldberg nach Haynau verlegt und der Kreis in Kreis Goldberg-Haynau umbenannt.
Bei der Kreisreform vom 1. Januar 1820 im Regierungsbezirk Liegnitz erhielt der Kreis Goldberg-Haynau vom Kreis Liegnitz das Dorf Siegendorf und gab seinerseits das Dorf Wildschütz an den Kreis Liegnitz ab. Außerdem wurden die Dörfer Brockendorf, Grüßiggrund, Märzdorf, Petschendorf, Sankt Hedwigsdorf und Woitsdorf aus dem Kreis Bunzlau in den Kreis Goldberg-Haynau sowie die Dörfer Buchwald und Fuchsmühl aus dem Kreis Goldberg-Haynau in den Kreis Lüben umgegliedert.

### Norddeutscher Bund/Deutsches Reich
Seit dem 1. Juli 1867 gehörte der Kreis zum Norddeutschen Bund und ab dem 1. Januar 1871 zum Deutschen Reich.
Zum 8. November 1919 wurde die Provinz Schlesien aufgelöst. Aus den Regierungsbezirken Breslau und Liegnitz wurde die neue Provinz Niederschlesien gebildet. Zum 30. September 1928 fand im Kreis Goldberg-Haynau wie im übrigen Preußen eine Gebietsreform statt, bei der alle Gutsbezirke aufgelöst und benachbarten Landgemeinden zugeteilt wurden.
Zum 1. Oktober 1932 trat der größte Teil des aufgelösten Kreises Schönau, darunter die Stadt Schönau a./Katzbach, zum Kreis Goldberg-Haynau, der gleichzeitig in Kreis Goldberg umbenannt wurde. Außerdem wurde die Landgemeinde Siegendorf aus dem Kreis Goldberg-Haynau in den Landkreis Liegnitz umgegliedert. Aus dem aufgelösten Kreis Jauer wechselten die Gemeinden Haasel, Hänchen, Laasnig und Prausnitz in den Kreis Goldberg.
Am 1. April 1938 wurden die preußischen Provinzen Niederschlesien und Oberschlesien zur neuen Provinz Schlesien zusammengeschlossen. Zum 18. Januar 1941 wurde die Provinz Schlesien erneut aufgelöst und in die Provinzen Niederschlesien und Oberschlesien aufgeteilt. Aus den bisherigen Regierungsbezirken Breslau und Liegnitz wurde die neue Provinz Niederschlesien gebildet.
Im Frühjahr 1945 wurde das Kreisgebiet von der Roten Armee besetzt. Im Sommer 1945 wurde das Kreisgebiet von der sowjetischen Besatzungsmacht gemäß dem Potsdamer Abkommen der polnischen Verwaltung übergeben. Im Kreisgebiet begann danach der Zuzug polnischer Zivilisten, die zum Teil aus den an die Sowjetunion gefallenen Gebieten östlich der Curzon-Linie kamen. In der Folgezeit wurde die deutsche Bevölkerung größtenteils aus dem Kreisgebiet vertrieben.

## Goldberg und Solingen
Am 11. September 1955, dem Tag der Heimat, übernahm die Stadt Solingen die Patenschaft über den Kreis Goldberg. 500 ehemalige Goldberger kamen aus diesem Anlass nach Solingen, um der Überreichung der Patenurkunde beizuwohnen. Die Stadt Solingen verpflichtete sich, eine Auskunftsstelle einzurichten, die Goldberger Heimattreffen auszurichten und im Stadtarchiv Solingen einen Ort (die „Goldberg-Stube“) für die Sammlung Goldberger Archivalien und Erinnerungsstücke zu schaffen. Die Sammlung wird regelmäßig durch Leihgaben und Schenkungen vergrößert.

## Einwohnerentwicklung
| Jahr | Einwohner | Quelle |
| ---- | --------- | ------ |
| 1795 | 38.269    | [ 11 ] |
| 1819 | 38.413    | [ 12 ] |
| 1846 | 51.492    | [ 13 ] |
| 1871 | 49.695    | [ 14 ] |
| 1885 | 49.854    | [ 15 ] |
| 1900 | 56.533    | [ 16 ] |
| 1910 | 58.118    | [ 16 ] |
| 1925 | 53.550    | [ 17 ] |
| 1939 | 70.025    | [ 17 ] |

## Landräte
1742–175100George Heinrich Sigismund von Festenberg und Packisch (Landrat, 1680) (1680–1751)
1752–176100George Heinrich Sigismund von Festenberg und Packisch (Landrat, 1705) (1705–1761)
1761–176400Christoph Heinrich von Festenberg und Pakisch
1770–178300Friedrich Reinhard von Redern und Probsthayn
1783–179000Valentin Sigismund von Redern und Probsthayn
1790–180500Hans Christian Alexander von Schweinitz
1806–181400Caspar Conrad Gottlieb von Zedlitz
1814–182100Carl Sebastian Alexander von Johnston und Kroegeborn (1775–1852)
1821–184100Müller
1841–184800Sylvius Ernst Karl Joachim von Elsner (1783–1851)
1848–185100Guido von Skal
1851–189200Ernst Theodor von Rothkirch-Trach (1820–1892)
1892–192200Maximilian von Rothkirch und Trach (1857–1938)
1922–193200Alfons Gauglitz (* 1877)
19320000000Koch (vertretungsweise)
1932–193400Edmund Strutz (1892–1964)
1934–194100Erich Daluege (* 1889)
1941–194500Hans von Studnitz

## Kommunalverfassung
Der Kreis Goldberg-Haynau gliederte sich seit dem 19. Jahrhundert in Städte, in Landgemeinden und in Gutsbezirke. Mit Einführung des preußischen Gemeindeverfassungsgesetzes vom 15. Dezember 1933 gab es ab dem 1. Januar 1934 eine einheitliche Kommunalverfassung für alle preußischen Gemeinden. Mit Einführung der Deutschen Gemeindeordnung vom 30. Januar 1935 trat zum 1. April 1935 im Deutschen Reich eine einheitliche Kommunalverfassung in Kraft, wonach die bisherigen Landgemeinden nun als Gemeinden bezeichnet wurden. Eine neue Kreisverfassung wurde nicht mehr geschaffen; es galt weiterhin die Kreisordnung für die Provinzen Ost- und Westpreußen, Brandenburg, Pommern, Schlesien und Sachsen vom 19. März 1881.

## Gemeinden
Der Kreis Goldberg umfasste zuletzt drei Städte und 71 Landgemeinden:
| - Adelsdorf - Alt Schönau - Altenlohm - Alzenau - Bärsdorf-Trach - Baudmannsdorf - Bielau - Bischdorf - Brockendorf - Doberschau - Falkenhain - Georgenthal - Giersdorf - Goldberg, Stadt - Goldberger Vorwerke - Göllschau - Gröditzberg - Groß Tschirbsdorf - Haasel | - Harpersdorf - Haynau, Stadt - Haynauisch Hermsdorf - Hermsdorf a. d. Katzbach - Herrmannswaldau - Hockenau - Hohendorf - Hohenliebenthal - Hundorf - Johnsdorf - Kaiserswaldau - Kauffung - Klein Helmsdorf - Konradsdorf - Konradswaldau - Kopatsch - Kosendau - Kreibau - Laasnig | - Leisersdorf - Lobendau - Ludwigsdorf - Märzdorf - Michelsdorfer Vorwerke - Modelsdorf - Neudorf a. Gröditzberge - Neudorf a. Rennwege - Neukirch - Panthenau - Peiswitz - Pilgramsdorf - Pohlswinkel - Prausnitz - Probsthain - Reichwaldau - Reisicht - Röchlitz - Röversdorf | - Samitz - Schönau a./Katzbach, Stadt - Schönfeld - Schönwaldau - Seifersdorf - Steinberg - Steinsdorf - Steudnitz - Straupitz - Tammendorf - Tiefhartmannsdorf - Ulbersdorf - Vorhaus - Wilhelmsdorf - Wittgendorf - Woitsdorf - Wolfsdorf |

Bis 1938 verloren die folgenden Gemeinden ihre Eigenständigkeit:
| - Armenruh, am 17. Oktober 1928 zu Harpersdorf - Blumen, am 1. April 1937 zu Lobendau - Geiersberg, am 1. April 1938 zu Wolfsdorf - Gnadendorf, am 11. August 1928 zu Bischdorf - Gohlsdorf, am 1. April 1937 zu Panthenau - Goldbergisch Hermsdorf, am 17. Oktober 1928 zu Hermsdorf a d Katzbach - Goldbergisch Ulbersdorf, am 30. September 1928 zu Ulbersdorf - Hainwald, am 17. Oktober 1928 zu Hockenau - Hänchen, am 1. April 1937 zu Laasnig - Haynauer Vorwerke, am 17. Oktober 1928 zu Michelsdorfer Vorwerke - Haynauisch Nieder Hermsdorf, am 17. Oktober 1928 zu Haynauisch Hermsdorf - Haynauisch Ober Hermsdorf, am 17. Oktober 1928 zu Haynauisch Hermsdorf - Hohberg, am 30. September 1928 zu Goldberger Vorwerke - Knobelsdorf, am 1. April 1938 zu Giersdorf - Mittel Bielau, am 30. September 1928 zu Bielau - Mittel Leisersdorf, am 30. September 1928 zu Leisersdorf - Mittel Nieder Kaiserswaldau, am 30. September 1928 zu Kaiserswaldau - Mittel Nieder Steinsdorf, am 3. November 1922 zu Steinsdorf - Moschendorf, am 17. Oktober 1928 zu Märzdorf - Neuschweinitz, am 17. Oktober 1928 zu Alzenau - Nieder Adelsdorf, am 17. Oktober 1928 zu Adelsdorf - Nieder Alzenau, am 17. Oktober 1928 zu Alzenau - Nieder Bielau, am 30. September 1928 zu Bielau - Nieder Falkenhain, am 1. April 1938 zu Falkenhain - Nieder Harpersdorf, am 17. Oktober 1928 zu Harpersdorf - Nieder Leisersdorf, am 30. September 1928 zu Leisersdorf - Nieder Lobendau, am 30. September 1928 zu Lobendau - Nieder Michelsdorf, am 17. Oktober 1928 zu Michelsdorfer Vorwerke - Nieder Schellendorf, am 1. April 1937 zu Baudmannsdorf - Nieder Wittgendorf, am 17. Oktober 1928 zu Wittgendorf | - Ober Adelsdorf, am 17. Oktober 1928 zu Adelsdorf - Ober Alzenau, am 17. Oktober 1928 zu Alzenau - Ober Bielau, am 30. September 1928 zu Bielau - Ober Gröditz, 1928 zu Gröditzberg - Ober Harpersdorf, am 17. Oktober 1928 zu Harpersdorf - Ober Kaiserswaldau, am 30. September 1928 zu Kaiserswaldau - Ober Leisersdorf, am 30. September 1928 zu Leisersdorf - Ober Lobendau, am 30. September 1928 zu Lobendau - Ober Mittel Falkenhain, am 1. April 1938 zu Falkenhain - Ober Nieder Leisersdorf, am 30. September 1928 zu Leisersdorf - Ober Steinsdorf, am 3. November 1922 zu Steinsdorf - Ober Wittgendorf, am 17. Oktober 1928 zu Wittgendorf - Oberau, am 1. Januar 1925 zu Goldberg - Petersdorf, am 1. April 1938 zu Konradsdorf - Petschendorf, am 20. Juli 1925 zu Doberschau - Pohlsdorf, am 1. April 1937 zu Panthenau - Radchen, am 1. April 1937 zu Kaiserswaldau - Ratschin, am 1. April 1937 zu Tiefhartmannsdorf - Riemberg, am 1. April 1937 zu Hohendorf - Rosenau, am 1. April 1937 zu Neukirch - Rothbrünnig, am 1. April 1937 zu Giersdorf - Sankt Hedwigshof, am 1. April 1937 zu Modelsdorf - Scharfenort, am 1. April 1937 zu Lobendau - Schierau, am 1. April 1937 zu Straupitz - Seiffenau, am 17. Oktober 1928 zu Hermsdorf a d Katzbach - Taschenhof, am 1. April 1937 zu Neukirch - Töppendorf, am 1. April 1937 zu Alzenau - Tscheschendorf, am 1. April 1937 zu Schönfeld - Wüttchenau, am 6. Januar 1908 zu Ober Gröditz |

## Ortsnamen
Im Jahre 1936 wurde die Gemeinde Kopatsch in Schneebach,  die Gemeinde Tscheschendorf in Georgenruh und die Gemeinde Groß Tschirbsdorf in Sandwaldau umbenannt.

## Persönlichkeiten
- George Heinrich Sigismund von Festenberg und Packisch (1680–1751), Hofrichter und Landesältester im Weichbild Goldberg-Haynau, danach von 1742 bis 1751 Landrat des Kreises Goldberg-Haynau[4]
- Johann Gurlt (1813/14–1839), Fleischergeselle aus Gnadendorf, Raubmörder und letzte öffentlich hingerichtete Person in Berlin
- Waldemar Dyhrenfurth (1849–1899), Staatsanwalt, skurriler Gesellschaftskritiker, Schöpfer des Bonifazius Kiesewetter
- Carl Kühne (1871–1956), deutscher Ingenieur, in Neuwiese geboren
- Hans-Ulrich Rudel (1916–1982), Schlachtflieger und Offizier der Wehrmacht